# Kam Shan
Kam Shan (kinesiska: 錦山, 锦山) är ett berg i Hongkong (Kina). Det ligger i den norra delen av Hongkong. Toppen på Kam Shan är 279 meter över havet.
Terrängen runt Kam Shan är kuperad. En vik av havet är nära Kam Shan åt sydväst.  Centrala Hongkong ligger 9,0 km söder om Kam Shan. I omgivningarna runt Kam Shan växer i huvudsak städsegrön lövskog.